# Нова Писаниця
45°48′ пн. ш. 17°07′ сх. д. / 45.80° пн. ш. 17.11° сх. д.
Нова Писаниця (хорв. Nova Pisanica) — населений пункт у Хорватії, у Б'єловарсько-Білогорській жупанії у складі громади Велика Писаниця.

## Населення
Населення за даними перепису 2011 року становило 59 осіб.
Динаміка чисельності населення поселення: